# (3739) Rem
(3739) Rem es un asteroide perteneciente al cinturón de asteroides, descubierto el 8 de septiembre de 1977 por Nikolái Stepánovich Chernyj desde el Observatorio Astrofísico de Crimea (República de Crimea).

## Designación y nombre
Designado provisionalmente como 1977 RE2. Fue nombrado Rem en honor al físico soviético Rem Víktorovich Hohlov.